# Moca nubigena
Moca nubigena är en fjärilsart som beskrevs av Edward Meyrick 1910. Moca nubigena ingår i släktet Moca och familjen Immidae. Inga underarter finns listade i Catalogue of Life.